# Magnisudis
Magnisudis ist eine Fischgattung aus der Ordnung der Eidechsenfischverwandten (Aulopiformes), die in allen Weltmeeren vorkommt.

## Merkmale
Magnisudis-Arten erreichen eine Länge von etwa 55 cm. Sie haben einen langgestreckten, kräftigen Körper und einen kurzen, breiten Kopf. Ihre Augen sind groß. Die Kieferzähne sind winzig. Im Unterschied zu den (übrigen) Barrakudina-Arten ist das Pflugscharbein bei Magnisudis bezahnt. Die Kiemenrechen sind als flache Basen mit vier langen Filamenten ausgebildet. Dieses Merkmal teilt Magnisudis mit Alepisaurus und ist bei den Barrakudinas nicht zu finden (siehe Systematik). Die Kiemenrechen des ersten Kiemenbogens erstrecken sich, an beiden Seiten der Zunge entlang bis in den vorderen Maulabschnitt. Die Zungenspitze liegt weit vorne, nah der Unterkiefersymphyse. Die Seitenlinie wird von einer einzelnen Reihe von großen Rundschuppen bedeckt, die jeweils eine mittlere Pore aufweisen. Der übrige Körper ist von sehr kleinen Rundschuppen bedeckt, die leicht abfallen. Die Afterflosse hat im Vergleich zu den Barrakudinas wenig Flossenstrahlen.

## Systematik
Magnisudis wurden früher in die Familie der Barrakudinas (Paralepididae) gestellt. Der amerikanische Ichthyologe Matthew P. Davis ordnet aufgrund morphologischer und DNA-Vergleiche Magnisudis als Schwestergattung von Anotopterus den Alepisauridae, der Schwestergruppe der Barrakudinas zu.

## Arten
- Magnisudis atlantica (Krøyer, 1868).
- Magnisudis indica (Ege, 1953).
- Magnisudis prionosa (Rofen, 1963).